# Dinemoura discrepans
Dinemoura discrepans är en kräftdjursart som beskrevs av R. Cressey 1967. Dinemoura discrepans ingår i släktet Dinemoura och familjen Pandaridae. Inga underarter finns listade i Catalogue of Life.